# Stolpboden
Stolpboden är en stolpbod på Särö, Släps socken i Kungsbacka kommun. Stolpboden uppfördes år 1775 och blev byggnadsminne den 27 november 1987. Fastighetsbeteckningen är Särö 1:502. 

## Historia och beskrivning
Stolpboden uppfördes i tre våningar år 1775 för att tjäna som spannmålsmagasin för Särö säteri. Den har liggtimmerkonstruktion, som vilar på nio stenplintar. Den är klädd med rödmålad locklistpanel och taket är tegeltäckt och försett med avvalmade gavelspetsar. Den bevarar egenarten hos gången tids byggnadsskick och får därmed anses som synnerligen märklig. Stolpboden ägs av Särö golfklubb och används för konstutställningar och andra evenemang.

## Galleri

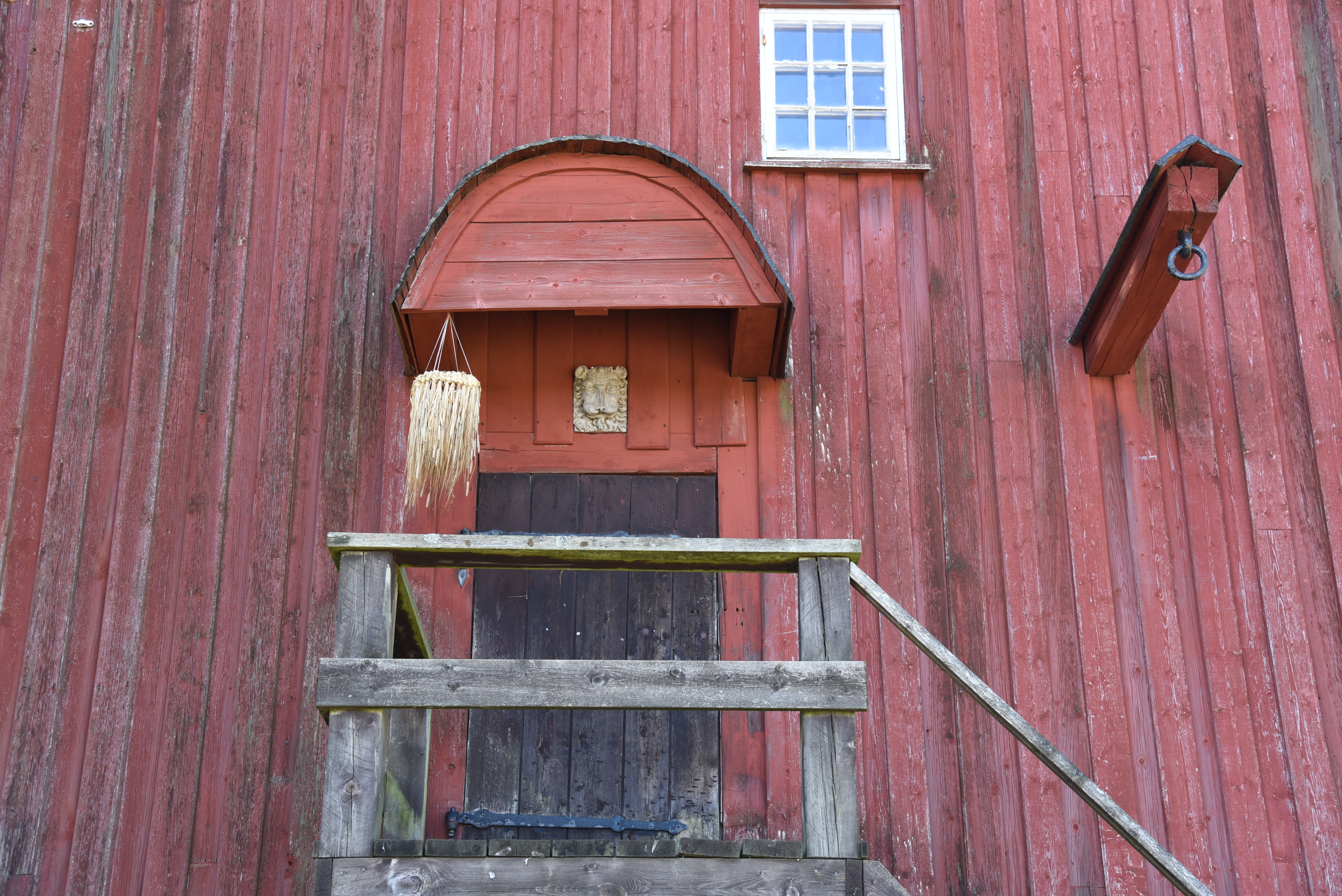
Entrén till stolpboden.
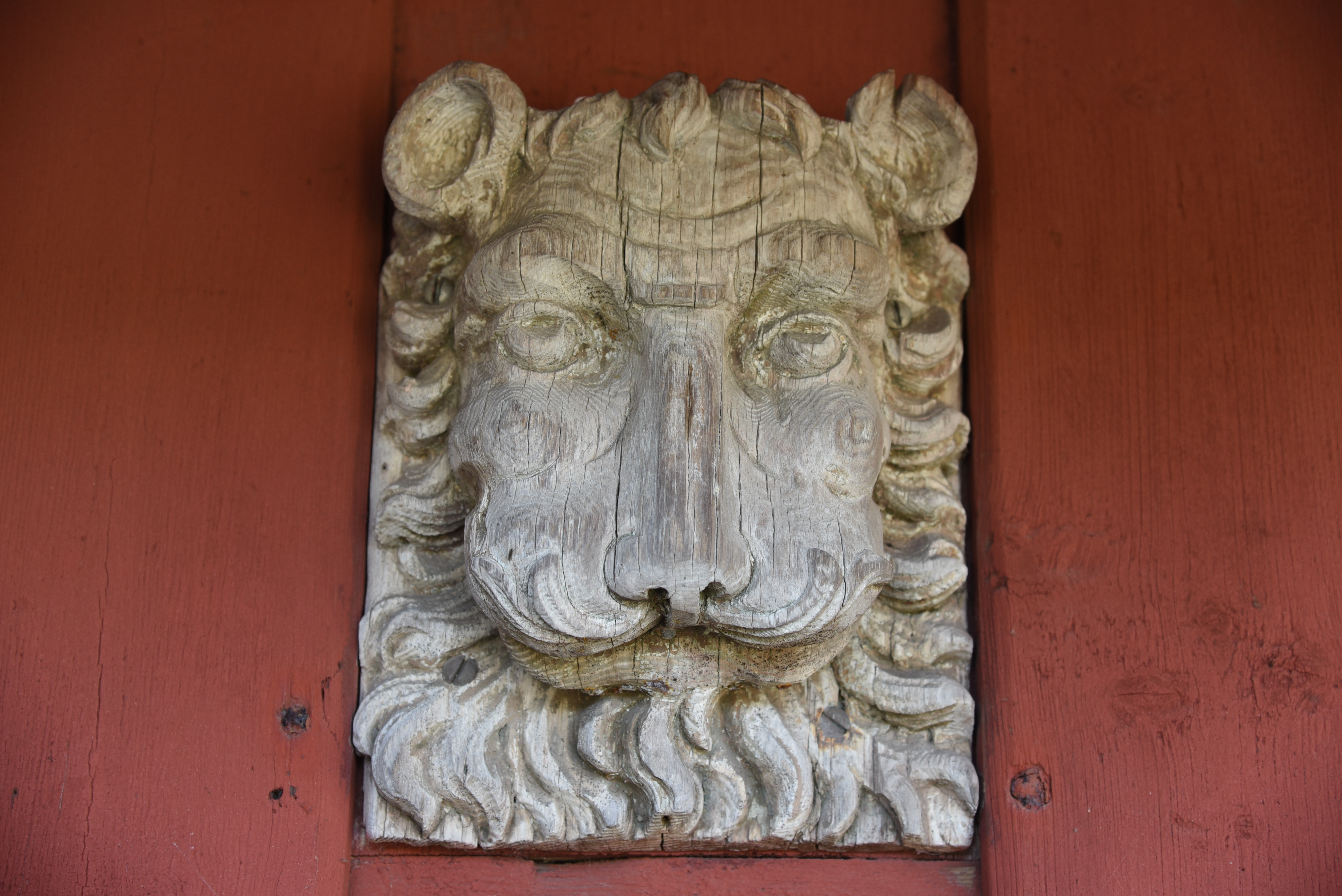
Maskaron över entrén.
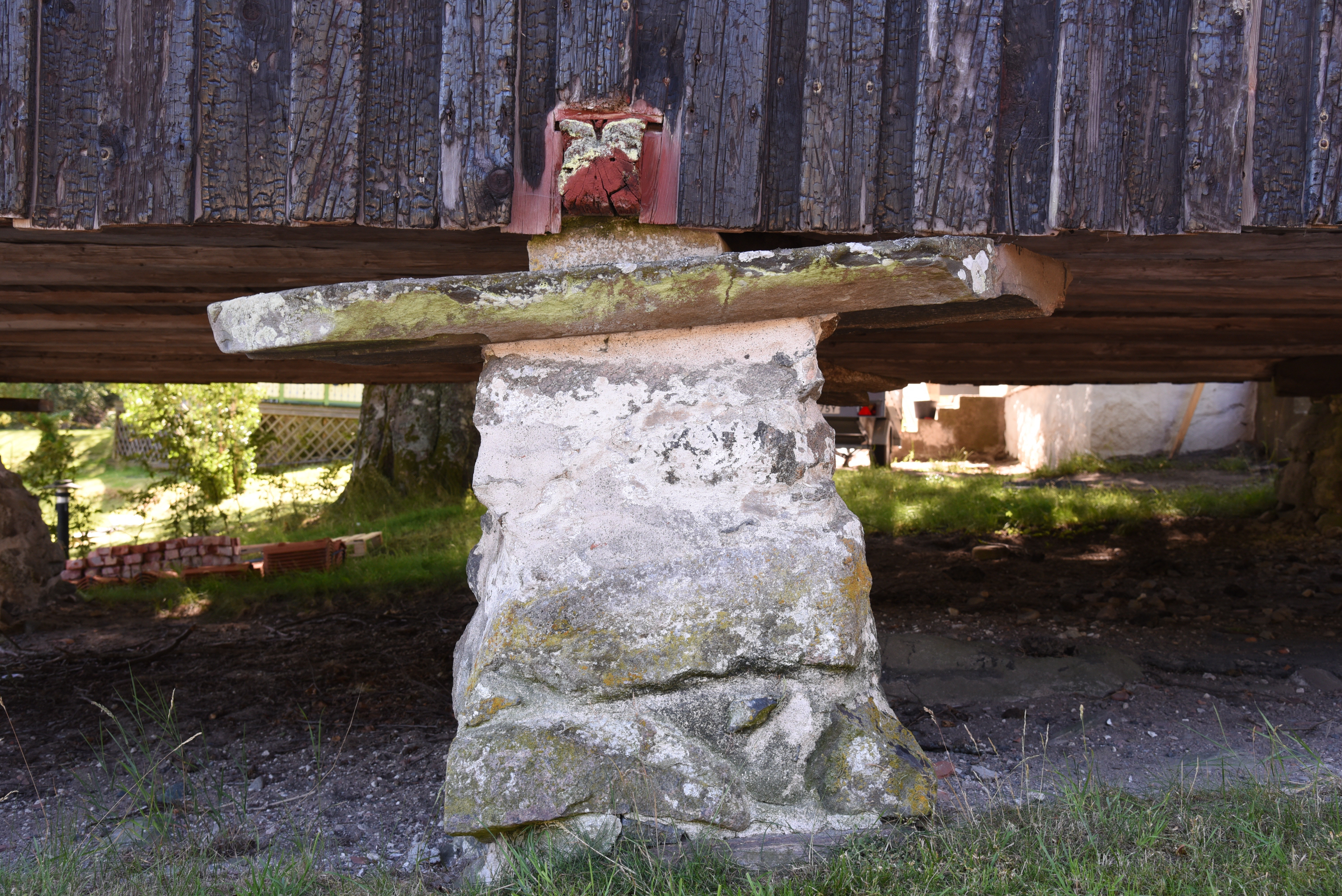
En av plintarna som stolpboden vilar på.
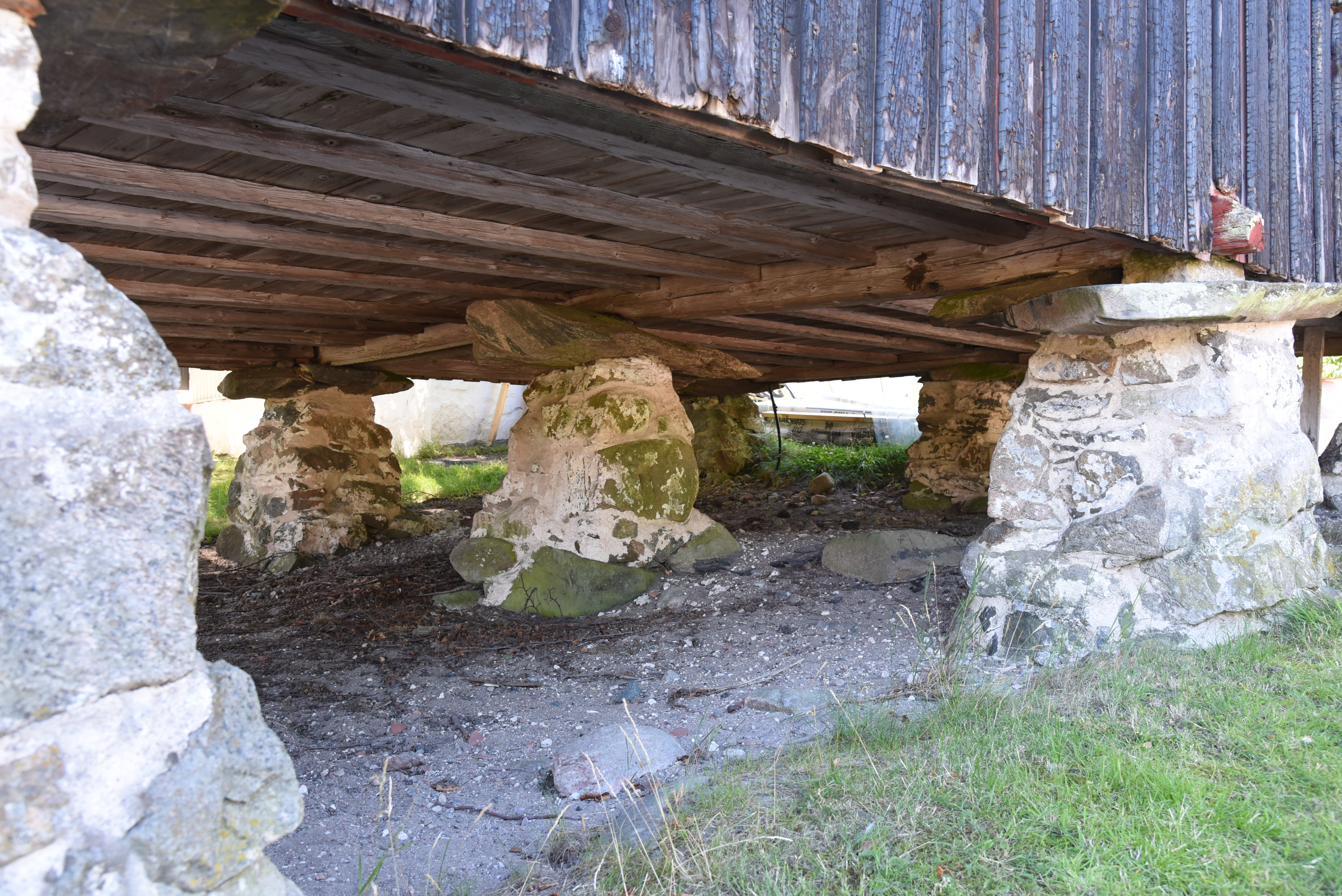
Undre delen av stolpboden.